# Нотман, Аллан Михайлович
Аллан Михайлович Нотман (1930 — 7 июня 2011) — советский и российский легкоатлет, тренер по лёгкой атлетике. Заслуженный тренер РСФСР.

## Биография
Родился 4 марта 1930 года. Проживал в Ленинграде. Во время Великой Отечественной войны также находился в городе и пережил тяжёлые годы блокады. С юных лет занимался лёгкой атлетикой, был одним из первых подопечных известного советской тренера, шестикратного чемпиона СССР в метании копья и гранаты Виктора Ильича Алексеева.
В течение многих лет своей жизни занимался подготовкой спортсменов. Воспитал множество выдающихся легкоатлетов. Аллан Михайлович был первым тренером Веры Яковлевны Комисовой, золотого и серебряного призёра Летних Олимпийских игр в Москве 1980 года и заслуженного мастера спорта СССР; ещё одним известным его учеником был Игорь Эмильевич Фельд, чемпион Европы по лёгкой атлетике в помещении 1967 года, неоднократный чемпион СССР, участник Олимпийских игр и мастер спорта СССР международного класса; также был тренером участника двух Олимпийских игр Сергея Григорьева (спортивная ходьба) и двукратного чемпиона СССР Вадима Михайлова; под его руководством проходили спортивную подготовку множество и менее именитых спортсменов.
За свои успехи на тренерском поприще Аллан Михайлович был удостоен почётного звания «Заслуженный тренер РСФСР».
Ушёл из жизни 7 июня 2011 года в возрасте восьмидесяти двух лет после продолжительной и тяжёлой болезни.